# 15-й Гвардейский отдельный батальон минёров
Полное наименование батальона на момент окончания войны:

15 отдельный гвардейский моторизованный штурмовой инженерно-сапёрный Дрезденский батальон (п.п 26774)

## История создания
21 августа 1942 сформирован как 15-й гвардейский отдельный батальон минёров на основании приказа народного Комиссара Обороны СССР № 0634 от 17 августа 1942 года и приказа войскам Северо-Кавказского фронта № 0015 от 21 августа 1942 года для минирования и разрушения коммуникаций противника.
Формирование произведено за счёт инженерных частей фронта на базе бывшего 132 Армейского Моторизованного инженерного батальона. Личный состав и материальная часть поступили из 97 отдельного минно-инженерного батальона, 19 отдельного понтонно-мостового батальона, 54 отдельного Моторизованного инженерного мостового батальона и 1129 отдельного сапёрного батальона.

## История изменения названия части
| 15-й гвардейский отдельный батальон минёров | 21 августа 1942 |
| 15 отдельный гвардейский моторизованный штурмовой инженерно-сапёрный батальон 22-й Гвардейской моторизованной штурмовой инженерно-сапёрной бригады резерва Главного Командования, штат 012/199.                                    | 6 мая 1944      |
| 15 отдельный гвардейский моторизованный штурмовой инженерно-сапёрный Дрезденский батальон 22-й Гвардейской моторизованной штурмовой инженерно-сапёрной Берлинской бригады РГК, штат 012/199.                                       | 4 июня 1945     |
| 9-й отдельный гвардейский инженерно-сапёрный Дрезденский батальон 2-й Гвардейской инженерно-сапёрной Берлинской бригады (бывшая 22-й Гвардейская моторизованная штурмовая инженерно-сапёрная Берлинская бригада РГК), штат 012/18. | 8 октября 1945  |

## Состав батальона по штату 012/199 (1945 год)
| Офицерский состав  | 26  |
| Сержантский состав | 60  |
| Рядовой состав     | 228 |
| Всего              | 314 |

На оснащении батальона стоял Стальной нагрудник СН-42 в количестве 100 шт. и приборы для бесшумной стрельбы «Брамит».

## Боевое применение минёров
Минёры действовали в тылу врага, как правило, небольшими группами, что позволяло им наносить удары по его коммуникациям на большом пространстве. Максимальный эффект достигался тогда, когда они использовались одновременно на нескольких участках фронта. Получив задание, минёры переходили линию фронта мелкими группами, обычно ночью, в промежутках и стыках частей противника или забрасывались самолётами. Выброска производилась также ночью, район приземления выбирался на удалении около 15 км от объекта действий. Производилась заброска групп и по воде на плавсредствах.

### Разрушение коммуникаций в тылу врага
На основании приказа Начальника штаба инженерных войск СКФ № 020578 от 1 марта 1943 года, в целях подготовки к выполнению заданий, помимо специальной подготовки групп, предназначенных для действий в глубоком тылу противника, была проведена подготовка и по парашютному делу. Весь личный состав батальона прошёл курс обучения парашютному делу и практическим прыжкам с самолёта специальных десантных групп. С 1 января 1943 года батальон приступил к минированию и разрушению коммуникаций в тылу противника перед фронтом 47, 56,18 и 46 Армий.
15-й гвардейский отдельный батальон минёров принимал активное участие в борьбе за освобождение Кубани и Таманского полуострова, обеспечивал наступательные действия десантных частей 18 Армии в районе хутора Мысхако, Станички. Участвовал в освобождении Краснодара вместе с частями 56-й армии.
Батальон принял активное участие в борьбе за освобождение Крыма подготавливая успех Крымской наступательной операции. В целях активизации диверсионно-разведывательных работ, проводимых регулярными войсками Красной Армии и партизанами, приказом Командующего Отдельной Приморской Армии в тыл противника на Крымский полуостров было заброшено четыре подразделения 15 отдельного гвардейского батальона минёров с задачей:
а) произвести инженерную разведку Ак-Монайского рубежа и прилегающих к нему населённых пунктов.
б) проводить систематическую диверсионную работу на дальних коммуникационных железных дорогах и шоссейных линиях: Симферополь — Севастополь; Карасубазар — Симферополь; Симферополь — Джанкой; Владиславовка — Феодосия; Владиславовка — Керчь.

## Эффективность действия диверсионно-разведывательных групп
Показательными являются результаты работы в тылу противника только одной диверсионно-разведывательной группой «Василий», в составе 20 чел., выброшенной самолётами, согласно боевому распоряжению Командующего Отдельной Приморской Армии в тыл противника 20 ноября 1943 г.
Перед группой стояла следующая задача: проводить систематическую диверсионную работу на железнодорожном и шоссейном пути между ст. Симферополь — ст. Севастополь и этим самым нарушить нормальное движение железнодорожного и гужевого транспорта. Действия проводить совместно с крымскими партизанами.
В районе действий группы действовал гарнизон партизан 3 Бригады, поэтому ряд диверсий группой проведено совместно с партизанами.
За период с 20 ноября 1943 года по 13 апреля 1944 года диверсионно-разведывательной группой «Василий» произведены следующие работы:
| Взорвано:                            | |          |
| 1.                                   | Воинских эшелонов                                                                                             | 16       |
|                                      | в том числе:                                                                                                  |          |
|                                      | а) бронепоездов                                                                                               | 3        |
|                                      | б) паровозов                                                                                                  | 12       |
|                                      | в) вагонов и платформ с боеприпасами, войсками, вооружением, танками, машинами, продовольствием и снаряжением | 157      |
| 2.                                   | Автомашин с грузами и войсками                                                                                | 40       |
|                                      | в том числе:                                                                                                  |          |
|                                      | а) грузовых 4 тонн                                                                                            | 32       |
|                                      | б) грузовых 7 тонн                                                                                            | 4        |
|                                      | в) легковых                                                                                                   | 4        |
| 3.                                   | Бронедрезин                                                                                                   | 1        |
| 4.                                   | Мостов деревянных                                                                                             | 3        |
| 5.                                   | Железнодорожного полотна в разных местах                                                                      | 100 п/м. |
| 6.                                   | Пушек 75 мм                                                                                                   | 8 шт.    |
| 7.                                   | Зенитных пушек                                                                                                | 1 шт.    |
| 8.                                   | Водокачка с оборудованием:                                                                                    |          |
|                                      | а) паровой котел                                                                                              | 1 шт.    |
|                                      | б) паровая машина                                                                                             | 1 шт.    |
|                                      | в) насосов | 2 шт.    |
|                                      | г) напорные трубы                                                                                             | 2 шт.    |
| 9.                                   | Опоры высоковольтных линий                                                                                    | 146 шт.  |
| Уничтожено:                          | |          |
|                                      | Линия связи                                                                                                   | 8 км.    |
|                                      | Бричек | 24 шт.   |
|                                      | Лошадей | 38 шт.   |
| Подсчитанных солдат и офицеров убито | Подсчитанных солдат и офицеров убито                                                                          | 581 чел. |
| Взято в плен                         | Взято в плен                                                                                                  | 91 чел.  |

Общая задержка движения воинских эшелонов только на участке Севастополь — Симферополь выразилась в 350 часах, что, в конечном счёте, заставило противника отказаться от эксплуатации данного участка.
После освобождения Крыма батальон перешёл на новый штат и вошёл в состав 22-й Гвардейской моторизованной штурмовой инженерно-сапёрной бригады резерва Главного Командования (22-я ГМШИСБр РГК). Бригада была сформирована в с. Красное в районе г. Симферополя в период c 13 мая 1944 по 25 мая 1944 года.
Уже в составе 22-й ГМШИСБр РГК, батальон принимал участие во взятии городов Рыбник, Потсдам, Дрезден, во взятии острова Ванзее (юго-западнее Берлина).

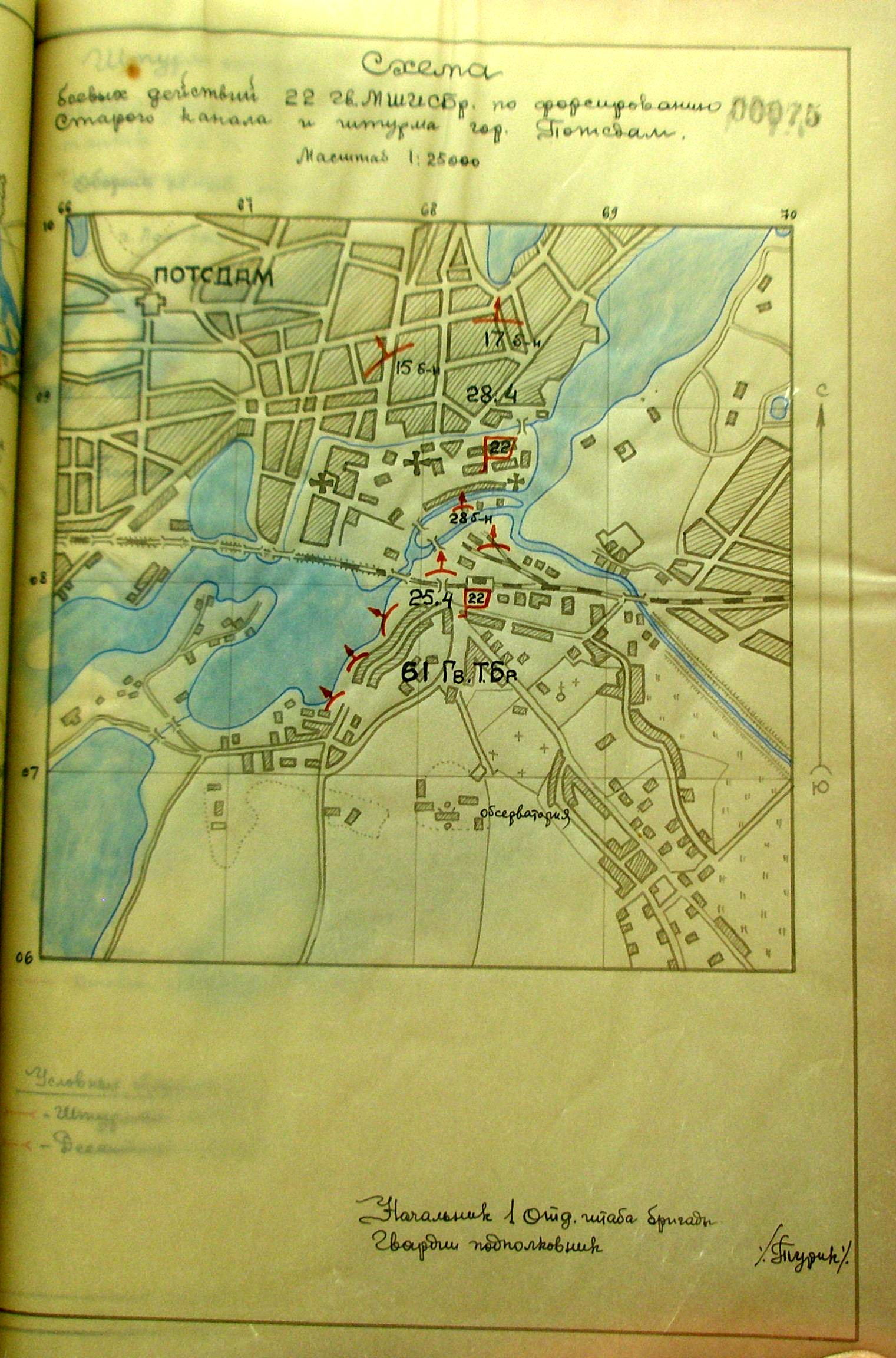
Штурм города Потсдам

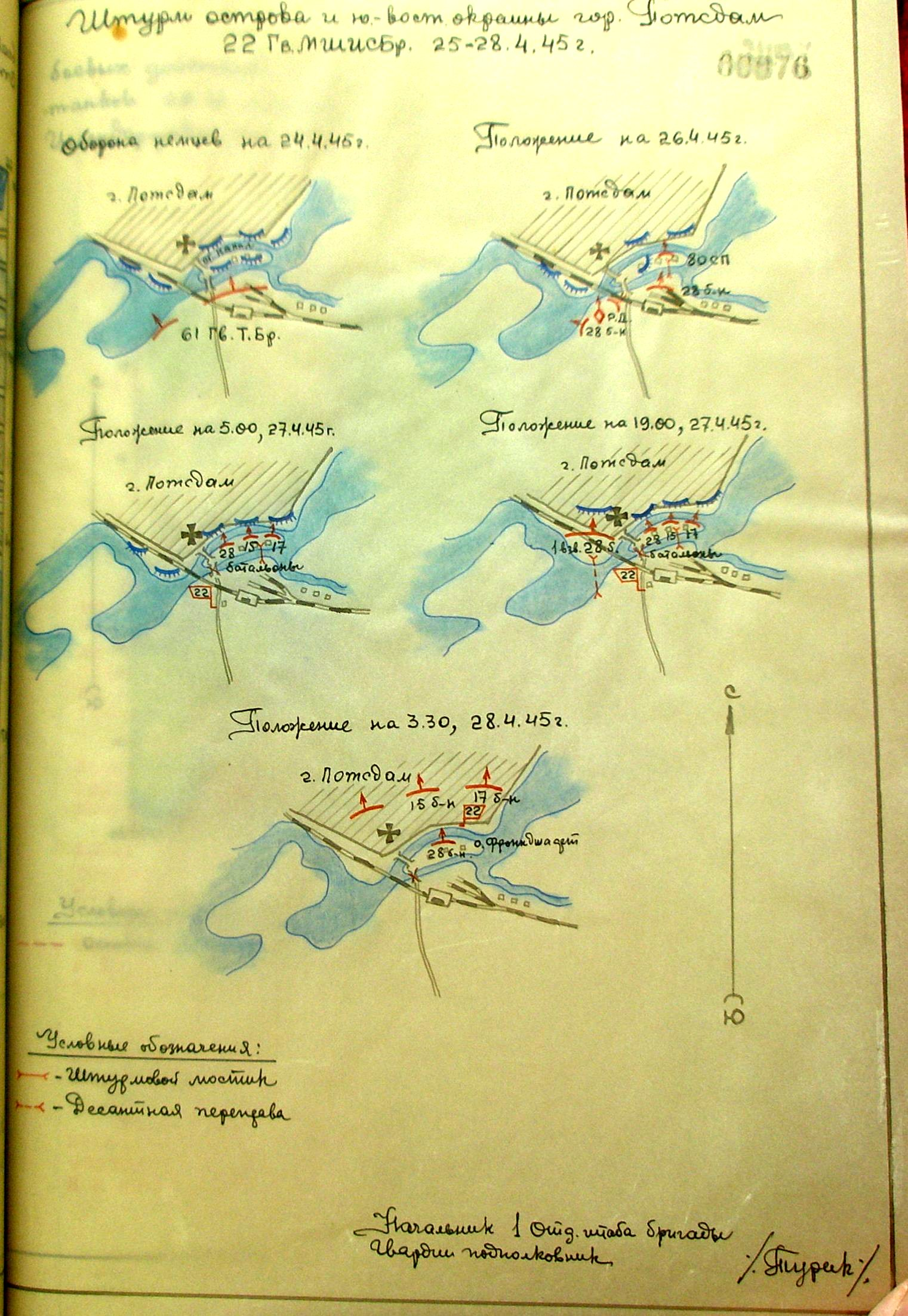
Бой за город Потсдам

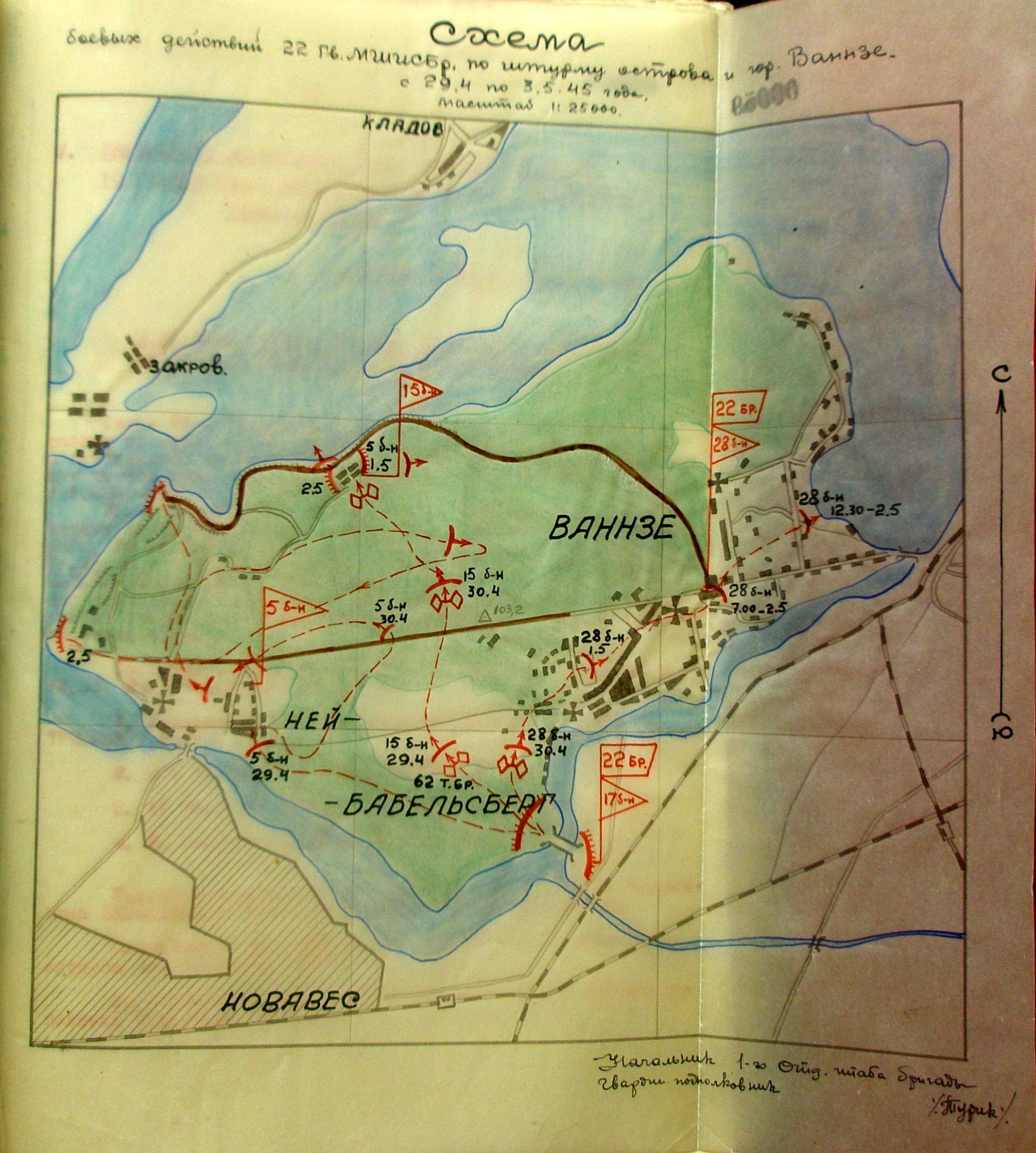
Взятие острова Ванзее

С момента организации и до окончания войны батальон проделал путь в 6900 км, в том числе 3500 км по железным дорогам.

## Отличия
За отличное выполнение боевых заданий на фронте борьбы с немецко-фашистскими захватчиками в боях за город Дрезден Приказом Верховного Главнокомандующего № 0110 от 4 июня 1945 года батальону присвоено наименование «Дрезденский».

## Боевая эффективность штурмового батальона
Сведения о потерях, нанесённых батальоном противнику в живой силе и технике (в составе 22-й ГМШИСБр)
|                              | Солдат и офицеров | Танков и самоходных орудий | Автомобилей и тракторов | Орудий | Лошадей | Повозок | Складов |
| Уничтожено в бою             | 1318              | 1                          | -                       | 1      | -       | -       | -       |
| Подорвано на минах и фугасах | 1097              | 20                         | 70                      | 9      | 108     | 54      | -       |
| Взято в плен (трофеи)        | 1616              | -                          | 15                      | -      | 8       | 4       | 33      |
| Всего                        | 4081              | 21                         | 85                      | 10     | 116     | 58      | 33      |

Сведения о потерях личного состава батальона (в составе 22-й ГМШИСБр)
|                                               | Офицеров | Сержантов | Рядовых | ВСЕГО |
| Убито                                         | 8        | 25        | 71      | 104   |
| Ранено                                        | 9        | 26        | 163     | 198   |
| Попало в плен                                 | -        | -         | -       | -     |
| Эвакуировано больных                          | 1        | 2         | 15      | 18    |
| Умерло от болезней                            | -        | -         | -       | -     |
| Без вести пропавших                           | -        | 4         | 5       | 9     |
| Дезертиров                                    | -        | -         | 3       | 3     |
| Урон по другим причинам                       | -        | -         | 3       | 3     |
| В том числе потери от минно-взрывной техники: |          |           |         |       |
| а/ убитыми                                    | 2        | 12        | 23      | 37    |
| б/ ранено                                     | 1        | 10        | 62      | 73    |
| Итого:                                        | 18       | 57        | 260     | 345   |